# NGC 4527
NGC 4527 је спирална галаксија у сазвежђу Девица која се налази на NGC листи објеката дубоког неба.
Деклинација објекта је + 2° 39' 12" а ректасцензија 12h 34m 8,8s. Привидна величина (магнитуда) објекта NGC 4527 износи 10,5 а фотографска магнитуда 11,3. Налази се на удаљености од 13,731 милиона парсека од Сунца. NGC 4527 је још познат и под ознакама UGC 7721, MCG 1-32-101, CGCG 42-156, VCC 1540, IRAS 12315+0255, PGC 41789.